# 2e bataillon de chasseurs à pied
Pour les articles homonymes, voir 2e bataillon.
Le 2e bataillon de chasseurs à pied est un bataillon de l'armée de terre française, appartenant au corps des chasseurs à pied. Créé en 1840, il a participé à plusieurs campagnes menées par le commandement français depuis cette date, notamment auprès des colonies d'alors en Algérie et en Asie puis au cours des deux guerres mondiales.

## Garnisons du2ebataillonde chasseurs à pied
- 1840 : Saint-Omer[1]
- 1841-1843 : Vincennes[2]
- 1844-1847 : Metz[2]
- 1848 : Strasbourg[2]
- 1848 : Lyon[3]
- 1848-1850 : Strasbourg[réf. souhaitée]
- 1851-1853 : Constantine[4]
- 1853 : Toulouse[5]
- 1854-1856 : Vincennes[5]
- 1857-1859 : Saint-Omer[5]

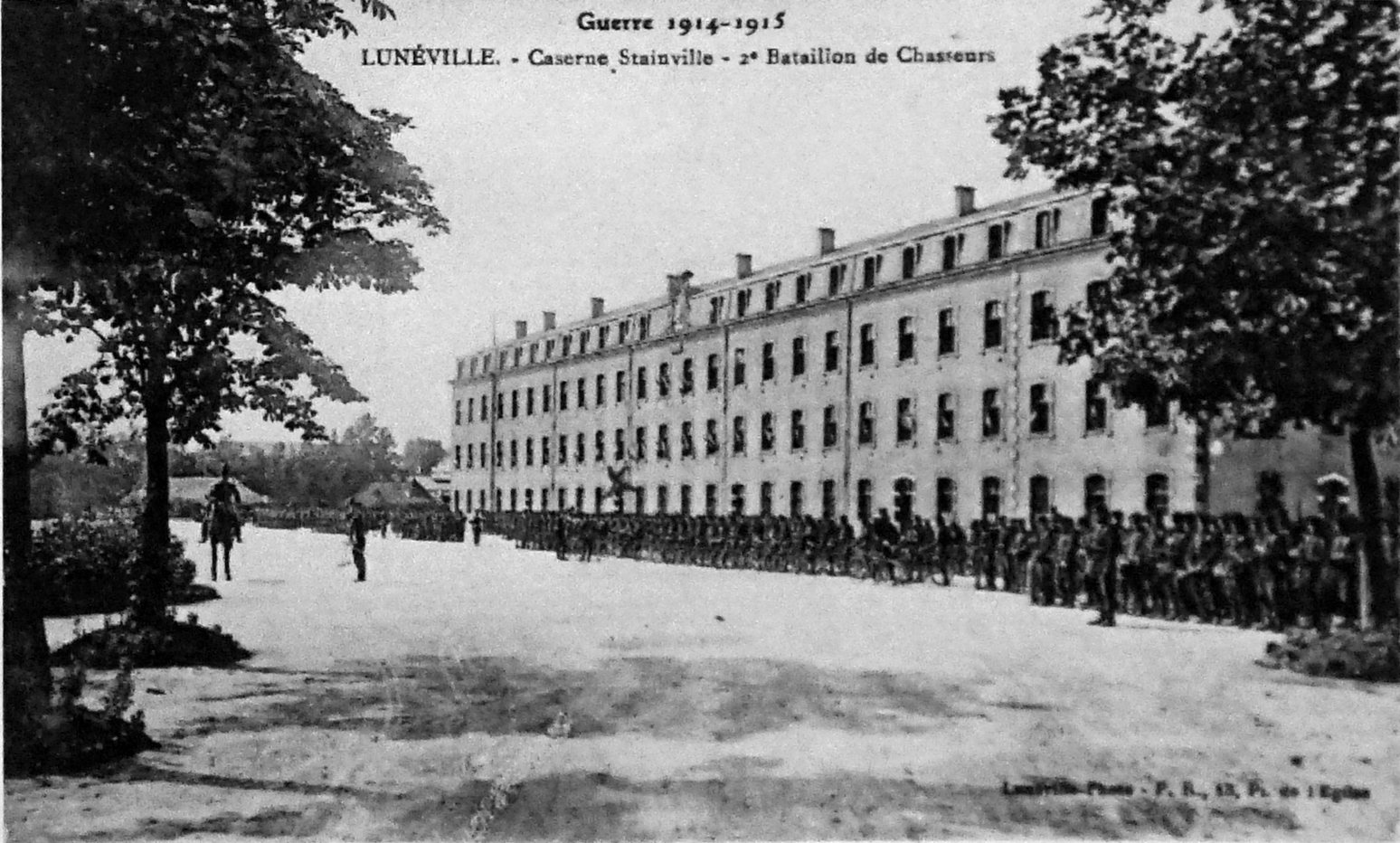
La caserne Stainville de Lunéville, garnison du 2e bataillon de chasseurs à pied de 1885 à 1914.

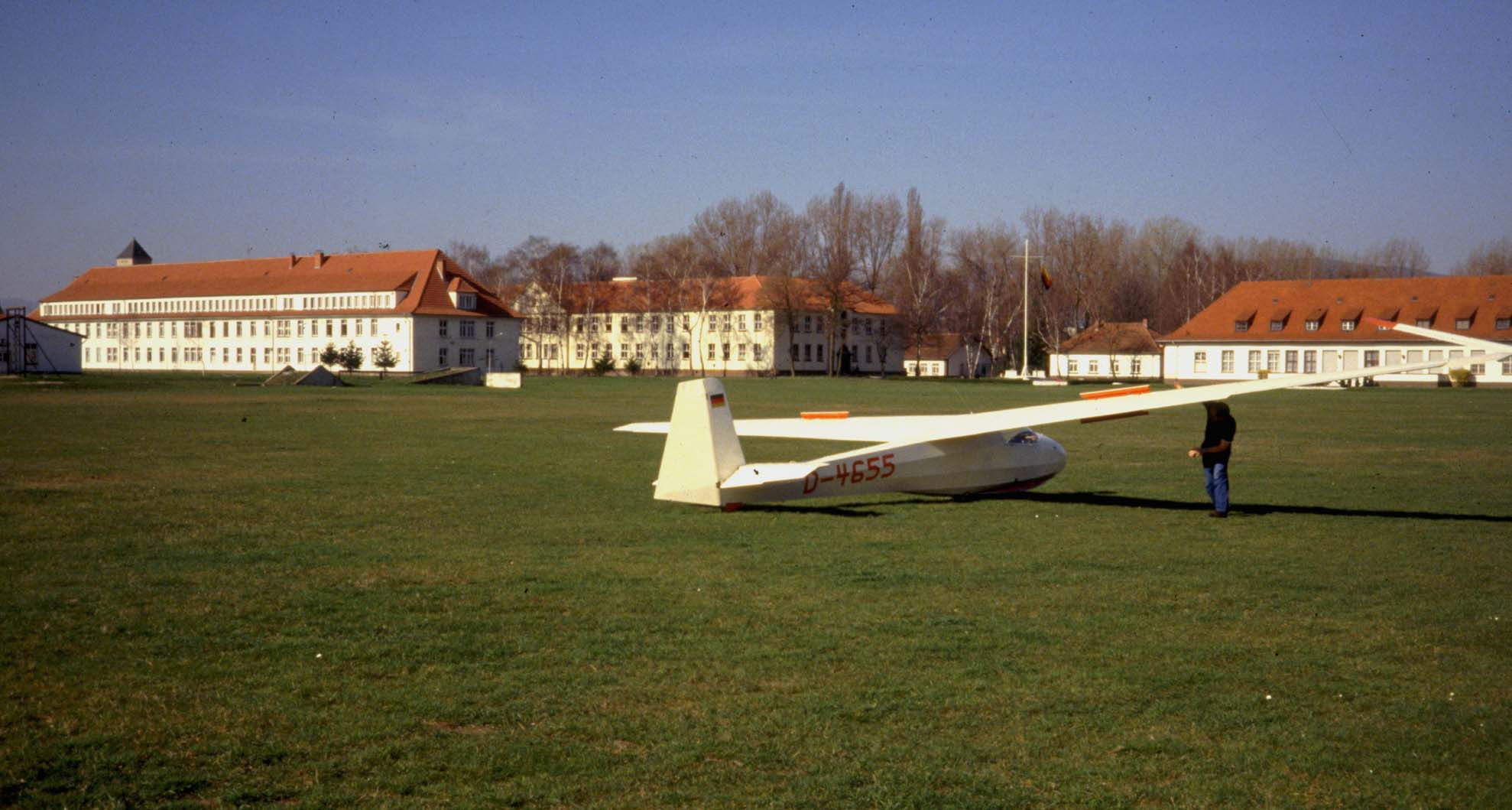
Une des deux casernes du 2e groupe de chasseurs à Neustadt, le quartier Edon, vu depuis l'aérodrome de Lachen-Speyerdorf, en 1988.

- 1859-1859 : campagne en Extrême-Orient[6]
- 1862-1864 : Lyon[6]
- 1867 : Rome[6]
- 1868-1870 : Douai[7]
- 1871-1873 : Paris-Satory[8]
- 1874-1876 : Amiens[8]
- 1877-1879 : Miliana (Algérie)[8]
- 1880-1884 : Versailles[8]
- 1885-1918 : Lunéville[9]
- 1919-1924 : Neuf-Brisach
- 1925-1939 : Mulhouse
- 1940-1942 : Jujurieux
- 1944 : Louhans
- 1944-1945 : campagne Alsace Allemagne
- 1946-1951 : Vincennes
- 1951-1959 : Saint-Wendel (Allemagne)
- 1960-1977 : Sarrebourg (Allemagne)
- 1978-1990 : Neustadt (Allemagne)
- 31 juillet 1990 : dissolution

## Historique du2ebataillonde chasseurs à pied

### Monarchie de Juillet
En 1837, le besoin de moderniser l'armée et en particulier celui de la doter d'une infanterie légère puissante et manœuvrière conduit à la création d'une compagnie de chasseurs d'essai (à l'initiative du duc d'Orléans). Remarquée par le roi Louis-Philippe, elle est transformée en bataillon à six compagnies, elle s'illustrera en Algérie pendant l'année 1840.
Cette même année, le duc d'Orléans est chargé de créer dix bataillons de ce type qui prendront l'appellation de chasseurs à pied.
La 1re compagnie du 2e bataillon est formée à Saint-Omer le 1er novembre 1840. De novembre à décembre, sept autres compagnies complètent le bataillon installé au camp d'Helfaut (sud de Saint-Omer). Le 27 février 1841 son premier chef de corps cède sa place au commandant Froment-Coste, qui quatre années plus tard tombera à la tête du 8e bataillon à la bataille de Sidi-Brahim.
À Vincennes, où il est stationné, le 4 mai 1841, le commandant Froment-Coste reçoit la garde du premier drapeau des chasseurs des mains du roi. Cet emblème, unique pour toute la subdivision d'arme, est gardé par roulement par tous les bataillons.

### Deuxième République et Second Empire
En 1848, le bataillon part maintenir l'ordre en Alsace, à Mutzig et Marmoutier. L'année suivante, il fait partie du corps expéditionnaire de la Méditerranée envoyé combattre la République romaine et participe au siège de Rome.
En 1850, le bataillon est à la division d'occupation en Italie et son dépôt est à Toulouse.
En 1851, il rejoint Constantine pour participer à la conquête de l'Algérie. En mai 1851, en mai 1852 et de juillet à novembre 1852, il participe à des expéditions punitives contre les rebelles kabyles. Affaibli par une épidémie de fièvre paludique, le bataillon rejoint son dépôt de Toulouse en 1853 puis Vincennes le 2 janvier 1854.
Il quitte Paris le 12 novembre 1859 pour participer à l'expédition franco-britannique en Chine (seconde guerre de l'opium). Il combat lors la bataille de Palikao dans la matinée du 21 septembre 1860. Elle leur a permis de prendre la capitale Pékin et de défaire l'Empire Qing. La force combinée franco-britannique, qui avait récemment occupé Tianjin, s’attaque à une armée chinoise forte de 30 000 soldats à Baliqiao. C'est le 2e bataillon de chasseurs à pied qui prend le pont de Palikao durant la bataille. Durant les combats acharnés, la force franco-britannique inflige de lourdes pertes à l'armée chinoise et finit par envahir Pékin. Le bataillon rejoint ensuite la campagne de Cochinchine, débarquant à Saïgon fin février 1861. Il participe à la bataille de Ky Hoa, à la prise de Mỹ Tho puis à celle de Biên Hòa.
En octobre 1867, le bataillon part dans le corps expéditionnaire français envoyé soutenir le pape contre les troupes de Garibaldi. Le 3 novembre, pendant la bataille de Mentana, il prend, avec les zouaves, le château et le village de Mentana. La ville de Monterotondo, utilisée comme base par les garibaldiens, est prise par le 2e BCP le lendemain et l'invasion des États pontificaux est arrêtée.
Lors de la guerre franco-prussienne de 1870, le bataillon perd 13 officiers et 230 hommes en défendant Amanvillers attaqué par une division hessoise[Laquelle ?].

### De 1871 à 1914
Du 21 au 28 mai 1871, le bataillon participe à la Semaine sanglante.
En octobre 1877, il part relever le 8e BCP en garnison à Miliana, en Algérie, avant de revenir en métropole fin 1880.

### Première Guerre mondiale

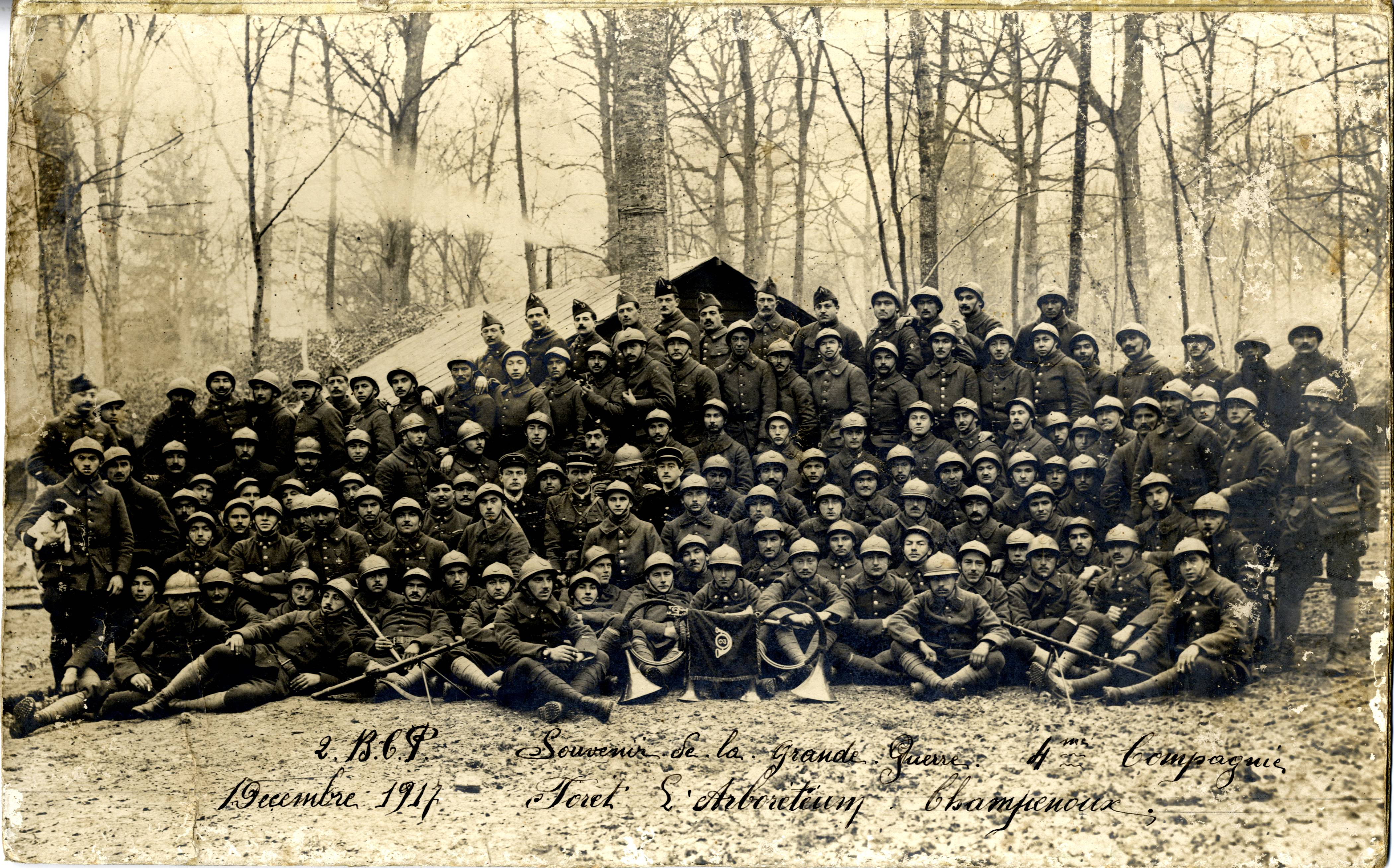
La 4e compagnie photographiée à l'Arboretum de Champenoux en décembre 1917.

À la mobilisation de 1914, le bataillon est en garnison à Lunéville (Meurthe-et-Moselle), dans trois casernes : la caserne Stainville, le quartier du Château (2 compagnies)[réf. souhaitée] et la caserne Froment-Coste (compagnie cycliste)[réf. souhaitée].
Rattachements
- 306e brigade
- 11e division d'infanterie d'août 1914 à avril 1915[16]
- 153e division d'infanterie d'avril 1915 à décembre 1916[16]
- 11e division d'infanterie de décembre 1916 à novembre 1918[16]

#### 1914
À partir du 31 juillet 1914, le bataillon défend la région d'Einville face aux reconnaissances allemandes. Le 9 août, il part en défense dans la forêt de Parroy, en soutien de la 10e division de cavalerie Avancé à l'est de la forêt, le bataillon est violemment délogé le 11 août de la ligne entre Xures et Xousse. Le 14 août, le 2e bataillon de chasseurs à pied, rattaché au 1er corps de cavalerie, rejoint l'offensive française en direction de Sarrebruck et de Morhange. Le bataillon couvre les arrières des troupes françaises engagées à la bataille de Morhange, victoire allemande.

#### 1918
Fin 1917 et en 1918, le bataillon est divisé en deux groupements, l'un avec trois compagnies de grenadiers-voltigeurs (fusiliers) et une compagnie de mitrailleuses et l'autre avec deux compagnies de grenadiers-voltigeurs et une de mitrailleuses. Chaque groupement est formé comme un petit bataillon indépendant, commandé par un chef de groupement lui-même placé sous l'autorité du chef de bataillon du 2e BCP.
Pendant la guerre, le 2e BCP perd 37 officiers et 1 393 hommes de troupe tués au combat, plus 12 officiers et 467 chasseurs décédés dans des hôpitaux.

### Entre-deux-guerres
- En 1939 en garnison à Mulhouse (demi-brigade avec 4e: Colmar et 31e: Mulhouse)[réf. nécessaire]

### Seconde Guerre mondiale
- À la mobilisation de 1939, le 2e BCP forme la 3e demi-brigade de chasseurs à pied au sein de la 14e division d'infanterie, avec le 21e et le 31e BCP[24].
- Pendant la bataille de France (mai-juin 1940), le bataillon participe au combat de Rethel[25] et au combat de Thugny-Trugny.
- De 1940 à novembre 1942 fait partie de l'Armée de Vichy (dite « Armée d'armistice » et tient garnison à Jujurieux (Ain).
- À sa dissolution en novembre 1942, fournit en particulier le maquis du Louhanais.
- Il renaît en 1944 à partir du maquis et participe aux combats de la forêt de la Hardt.

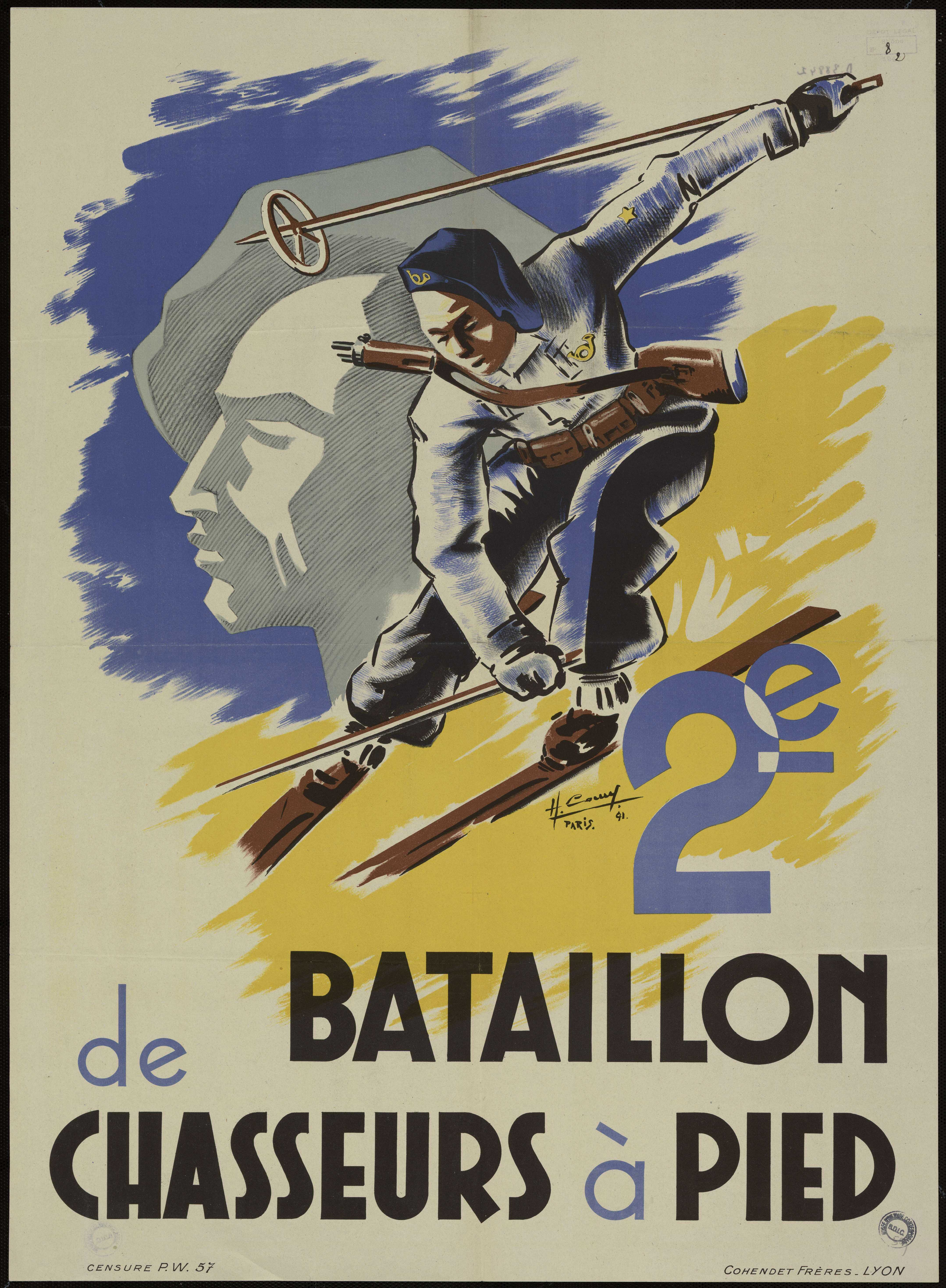
Affiche de recrutement pour le 2e BCP sous Vichy (1940-1942).
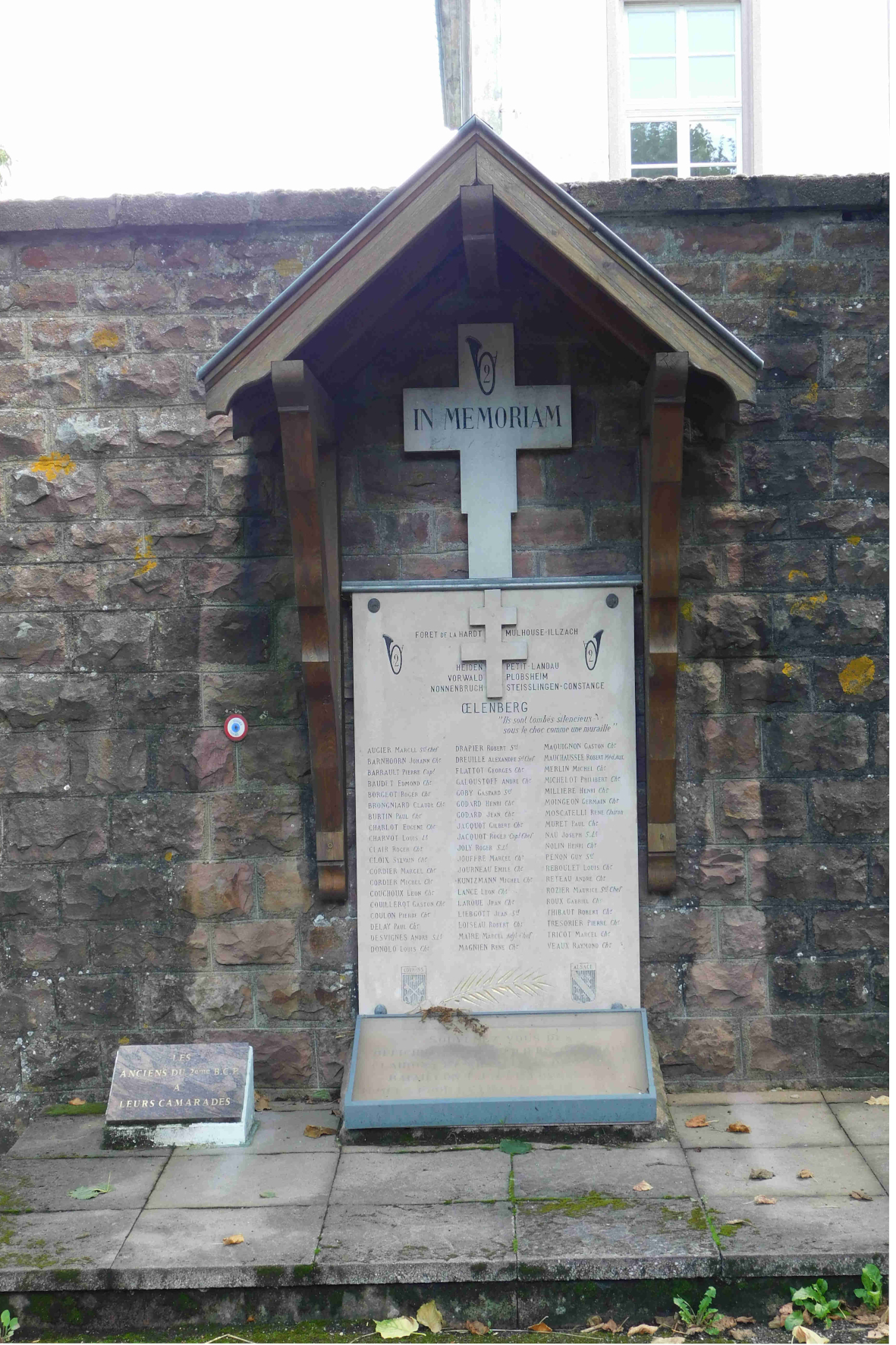
Monument des combats du 2e BCP de 1944, à l'abbaye Notre-Dame d'Oelenberg.

### Après-guerre

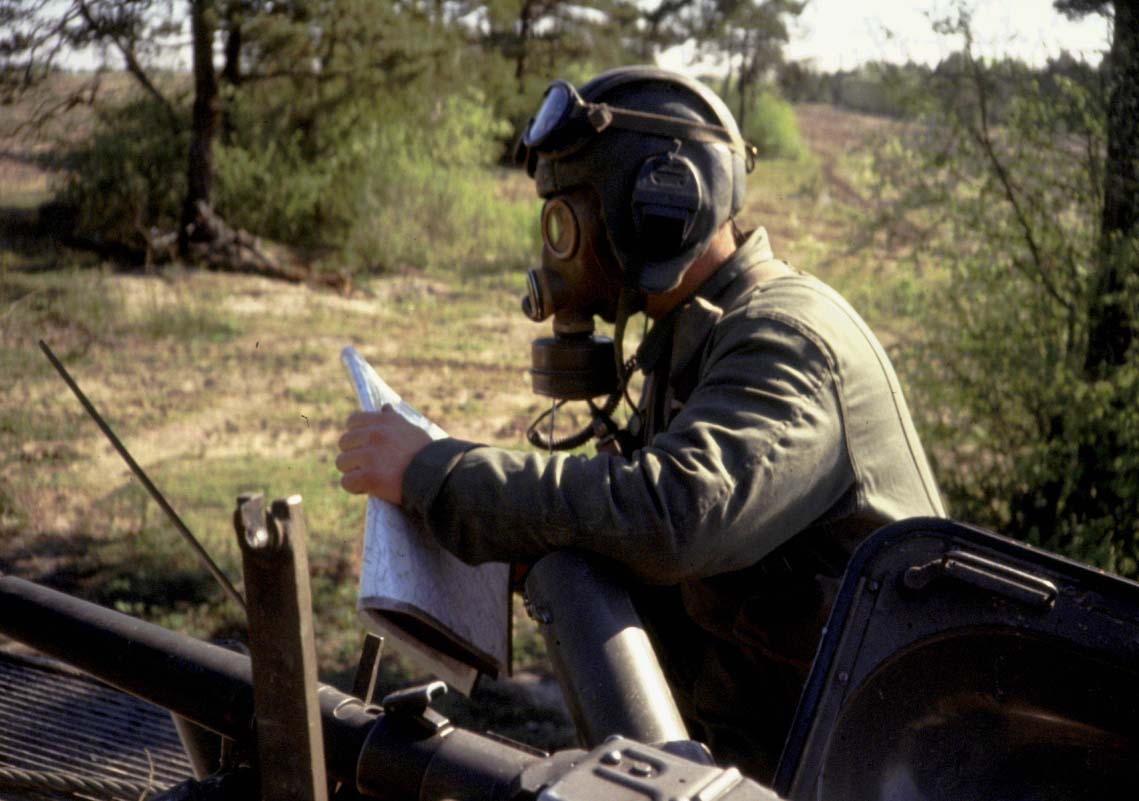
Chef de char de la 3e compagnie du 2e GC sur son AMX-10P lors d'un exercice NBC dans le camp de Mailly en 1989.

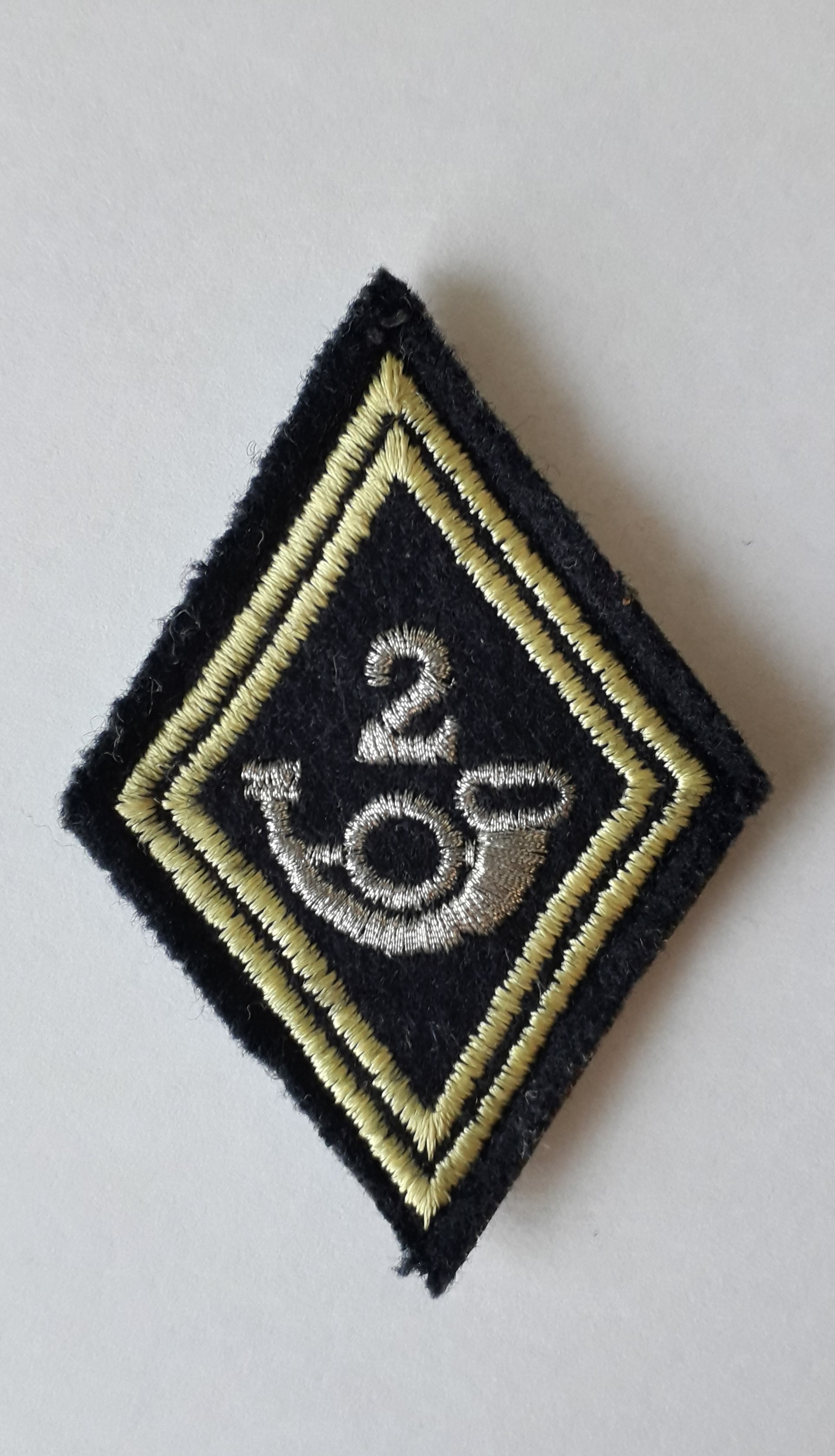
Losange de bras du 2e groupe de chasseurs.

- Dans les années 1960, de 1960 à 1977 en garnison au sein des forces françaises en Allemagne à Saarburg, quartier De Lattre de Tassigny.
- de 1978 à 1992 il était basé à Neustadt-an-der Weinstrasse en Allemagne sur deux quartiers, le quartier Turenne et le quartier Edon (à Lachen-Speyerdorf).

Il était équipé d'AMX-10 P et d'AMX-30 et comprenait jusqu'en 1983 les compagnies suivantes :
- 1re compagnie sur AMX-10P (Quartier Edon)
- 2e compagnie sur AMX-30 (Quartier Turenne)
- 3e compagnie sur AMX-10P (Quartier Edon)
- 4e compagnie sur AMX-30 (Quartier Edon)
- Compagnie de Commandement d'Appui et des Services (CCAS) au Quartier Edon, équipée d'une section de mortiers lourds de 120mm et d'une Section d'éclairage sur Jeep Hotchkiss puis sur Peugeot P4
- 11e compagnie d'instruction (Quartier Turenne)
- Un détachement de la CCAS était présent dans le centre-ville de Neustadt an der Weinstraße dans un hôtel-restaurant « la maison de France » qui abritait le mess et où les civils allemands pouvaient venir se restaurer à l'étage du mess des officiers, la maison de France comprenait une salle de sous-officiers, deux bars, une salle officier et quelques dizaines de chambres.

En 1963, le 2e groupe de chasseurs portés est jumelé avec le 2e régiment de chasseurs à pied de Charleroi, Belgique. Il est alors sous le commandement du colonel Roland Costa de Beauregard.
En 1983 le nombre des compagnies mécanisées sur AMX10P a été porté à trois par transformation de la 2e compagnie de chars, alors aux ordres du capitaine Drumain. En 1988, le 2e GC fait partie de la 5e division blindée.
Le 19 septembre 2020, le fanion du 2e bataillon de chasseurs à pied est confié à la garde de l’École d’infanterie de Draguignan, Var, pour en assurer les traditions. C'est le colonel Nicolas James, ancien chef de corps du 7e bataillon de chasseurs alpins, qui le recevra des mains du général Bernard Barrera.
À Draguignan, le « Pont de Palikao » sera inauguré. Bataille de Palikao.

## Chefs de corps
D'après les historiques du 2e groupe de chasseurs, :
- septembre 1840 - février 1841 : commandant Faivre
- mars - décembre 1841 : commandant Froment-Coste
- décembre 1841 - avril 1844 : commandant Uhrich
- avril 1844 - juillet 1848 : commandant de Failly
- 10 juillet 1848 - août 1852 : chef de bataillon Étienne Désiré Pursel
- août - septembre 1854 : commandant Paulze d'Ivoy
- septembre 1854 - mars 1858 : commandant Giraud
- mars 1858 - novembre 1860 : commandant Guillet de la Poterie
- novembre 1860 - août 1868 : commandant Comte
- août 1868 - mars 1870 : commandant Bernot de Charant
- mars 1870 - décembre 1874 : commandant Le Tanneur
  - 1870 - 1871 : capitaine Boschis, commandant le 2e bataillon de marche
  - 1870 - 1871 : commandant Gallimard, commandant le 7e bataillon de marche
- janvier 1875 - décembre 1880 : commandant Barré
- décembre 1880 - juillet 1884 : commandant Larchand
- août 1884 - octobre 1890 : commandant Dillon
- octobre 1890 - 1895 : commandant de Percy
- 1895-1897 : commandant Journée
- 1898-1906 : commandant de Mac Mahon
- 1906-1909 : commandant Guillemont
- 1909-1913 : commandant Le Bouhelec

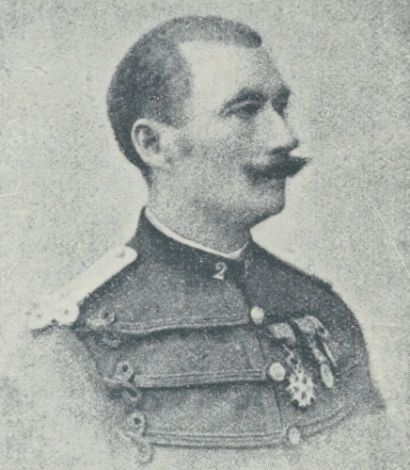
Le commandant Dillon (1884-1890).
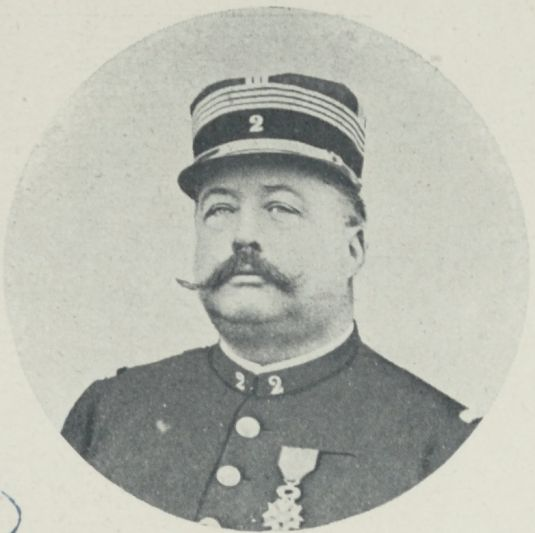
Le commandant de Mac Mahon (1898-1909).
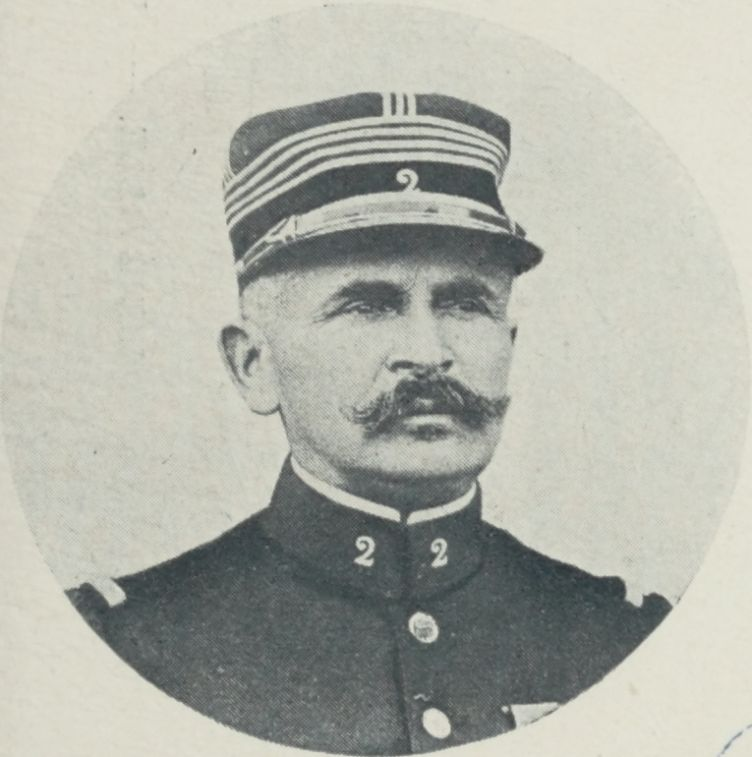
Le commandant Guillemot (1906-1909).
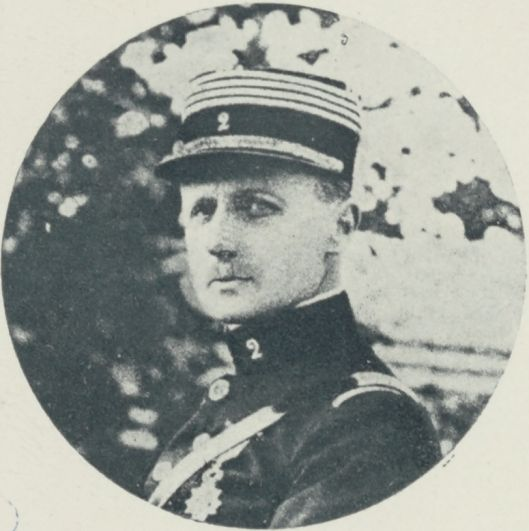
Le commandant le Bouhélec (1909-1913).

- 1913 - septembre 1914 : commandant Boussat
  - Pendant la Grande Guerre, le 2e a été commandé provisoirement, quelques jours, par des capitaines :
  - en 1914 - Trichot[28]
  - en 1917 - Chèvre[29]
  - en 1918 - Berge puis de Margerie[30]
- septembre - octobre 1914 : commandant Pighetti de Rivasso (tué au combat)
- octobre 1914 - avril 1915 : commandant Strohl
- mai 1915 - septembre 1916 : commandant Détrie
- septembre 1916 - décembre 1918 : commandant Mellier

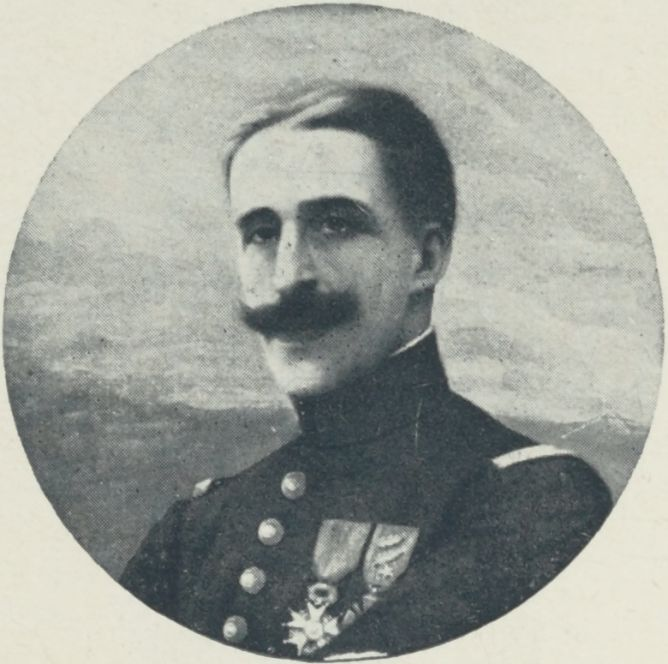
Le commandant Pighetti de Rivasso (1914).
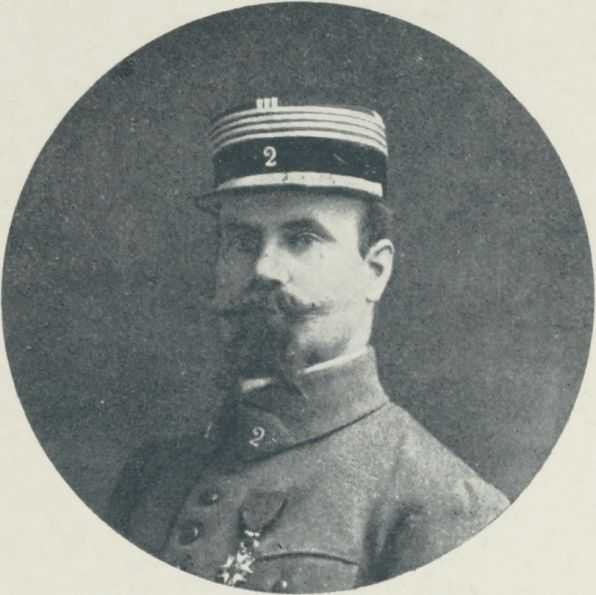
Le commandant Strohl (1914-1915).
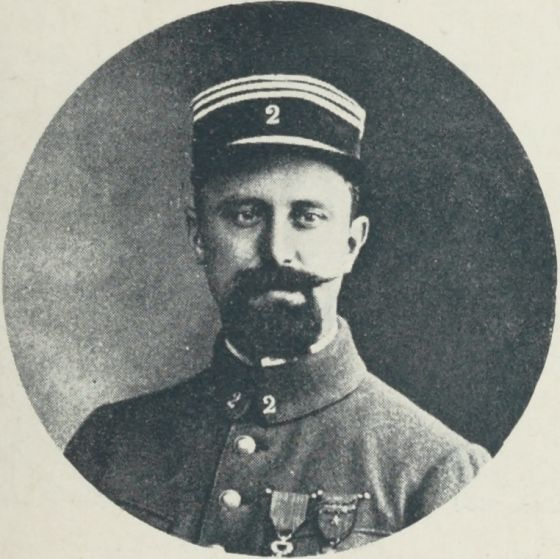
Le capitaine Chèvre (1917).
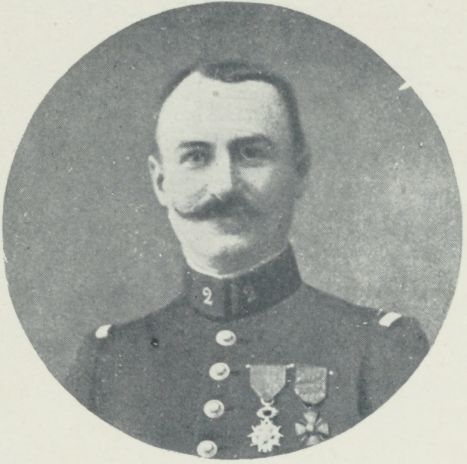
Le commandant Détrie (1915-1916).

- janvier - mars 1919 : commandant Vetillard
- mars 1919 - 1925 : commandant Mercier

- 1925-1928 : commandant Mollinier
- 1928-1929 : commandant Guillard
- 1929-1931 : commandant Lhuillier

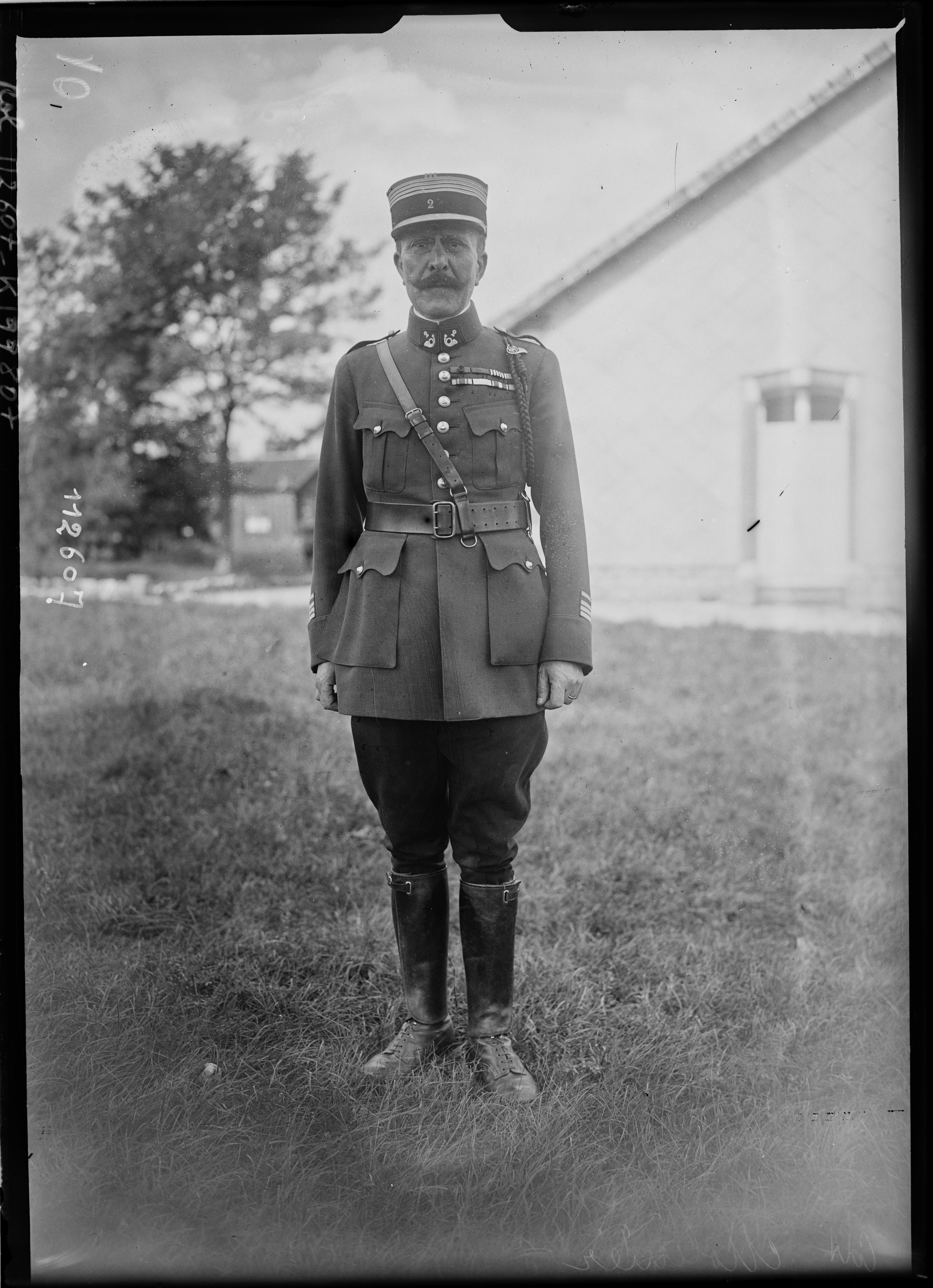
Le commandant Mollinier (1925-1928), en 1926.

- 1931-1933 : commandant Rime-Bruneau
- 1933-1935 : commandant Troullier
- 1935-1938 : commandant de Madiere
- 1938-1940 : commandant Barli
- septembre - octobre 1940 : commandant Montaud
- octobre - novembre 1940 : commandant Barrier
- novembre - décembre 1940 : capitaine Iriat
- 1941-1942 : commandant Puvis de Chavannes
- juillet-novembre 1942 : commandant Balmitgere
- 1944-1945 : commandant Daumont
- 1945-1946 : commandant Roch
- 1946-1947 : commandant Parlange
- 1947-1948 : commandant Tibierge
- 1948-1949 : commandant Petit
- 1949-1951 : commandant Carabalona
- 1951-1952 : commandant Cothias
- 1952-1954 : lieutenant-colonel Lemaigre
- 1954-1956 : lieutenant-colonel de Chambost de Lepin
- 1956-1958 : lieutenant-colonel Evenou
- 1958-1959 : commandant Bouvery
- 1959 : lieutenant-colonel Archambeaud
- 1959-1960 : lieutenant-colonel Gaucher
- 1960-1962 : lieutenant-colonel Bouillet
- 1962-1964 : colonel Roland Costa de Beauregard
- 1964-1966 : colonel Lavigne Delville
- 1966-1968 : colonel Biré
- 1968-1970 : colonel Lafontaine
- 1970-1972 : colonel Scherrer
- 1972-1974 : colonel Prieur
- 1974-1976 : Colonel Couillaud
- 1976-1978 : Colonel Lescel
- 1978-1980 : Colonel Dewatre
- 1980-1982 : Colonel Andrieu
- 1982-1984 : Colonel Chessel
- 1984-1986 : Colonel Giacomini
- 1986-1988 : Colonel Pahlawan
- 1988-1990 : Colonel Guitart
- 1990-1992 : Colonel Gosse

## Décorations
- Croix de guerre 1914-1918
  - Quatre palmes (quatre citations à l'ordre de l'armée)[31]
  - Deux étoiles de vermeil (deux citations à l'ordre du corps l'armée)[32]
  - Deux étoiles d'argent (deux citations à l'ordre de la division)[33]

Il obtient la fourragère aux couleurs du ruban de la Médaille militaire.

## Insigne
L'insigne du bataillon représente un dragon chinois, symbole de sa participation à la campagne de Chine en 1860, dans un cor.

## Devise
Toujours servir gaiment

## Refrain
Le commandant a mal aux dents, mes enfants,
Le commandant a mal aux dents, mes enfants.

## Sources et bibliographie
- Historique du 2e bataillon de chasseurs à pied : campagne 1914-1918, Paris, Chapelot, 1920, 81 p., lire en ligne sur Gallica.
- Émile Eugène Chaton (préf. Eugène François Germain Vuillemot), Historique du 2e bataillon de chasseurs à pied 1914-1918, 1922, XV-304 p., lire en ligne sur Gallica.
- René Pacaut, Maquis dans la plaine : Le 2e BCP - Cinq ans de lutte pour la liberté en Bresse louhannaise et en Alsace, Louhans, Éd. de la Catherinette, 2001, 7e éd. (1re éd. 1946), 426 p. (ISBN 978-2-914415-01-9, lire en ligne)
- Bernard Barrera, Historique du 2e groupe de chasseurs- Bataillon de Palikao - 1840-1992, 1992, 270 p.